# Kalevi Kahra
Kalevi Kahra (4 de octubre de 1927-23 de mayo de 1998) fue un actor teatral, cinematográfico y televisivo finlandés.

## Biografía
Su nombre completo era Kalevi Henrik Kahra, y nació en Sovetsky, actualmente parte de Rusia. 
Contratado por el Teatro Helsingin kaupunginteatteri de Helsinki en 1965, actuó también en numerosas producciones cinematográficas y televisivas. Fue también Presidente de la Asociación de Actores de Finlandia desde el año 1975. Recibió un Premio Jussi y una Medalla Pro Finlandia por su trabajo, siendo muy conocido por sus papeles cómicos, como el General Gustafsson en varias películas de la serie dedicada al personaje Vääpeli Körmy, o el protagonista de Elämä lyhyt, Rytkönen pitkä.
Kalevi Kahra falleció en Helsinki, Finlandia, en el año 1998. Había estado casado con la actriz Eila Rinne.

## Premios y reconocimientos
- 1968 : Premio Jussi al mejor actor por Täällä Pohjantähden alla
- 1978 : Medalla Pro Finlandia
- 1987 : Premio cinematográfico estatal
- 1997 : Medalla de oro de la Confederación de Organizaciones de Teatro de Finlandia[2]
- 1997 : Premio de la Fundación Alfred Kordelin
- Título de Consejero Teatral

## Filmografía
- 1953 : Me tulemme taas
- 1954 : Laivaston monnit maissa
- 1955 : Tuntematon sotilas
- 1962 : Naiset, jotka minulle annoit
- 1968 : Täällä Pohjantähden alla
- 1968 : Miljoonaliiga
- 1968 : Mies elää
- 1969 : Leikkikalugangsteri
- 1969 : Elävä ruumis
- 1970 : Akseli ja Elina
- 1972 : Hiekkakuningas
- 1973 : Pohjantähti
- 1980 : Vámmentes házasság
- 1981 : Pedon merkki
- 1982 : Rauta-aika
- 1983 : Menestyksen maku
- 1984 : Sista leken
- 1985 : Painija
- 1985 : Hei kliffaa hei!
- 1987 : Lain ulkopuolella
- 1988 : Pohjanmaa
- 1989 : Talvisota
- 1990 : Irti maasta
- 1991–1995 : Hynttyyt yhteen
- 1991 : Vääpeli Körmy ja vetenalaiset vehkeet
- 1992 : Vääpeli Körmy ja etelän hetelmät
- 1994 : Vääpeli Körmy – taisteluni
- 1993–1995 : Metsolat
- 1995 : Ruuvimies
- 1996 : Kotikatu
- 1996 : Elämä lyhyt, Rytkönen pitkä
- 1997 : Vääpeli Körmy ja kahtesti laukeava
- 1997 : Kotikatu